# وایساندت-گولتساو
وایساندت-گولتساو (به آلمانی: Weißandt-Gölzau) یک منطقهٔ مسکونی در آلمان است که در زودلیشس آنهالت واقع شده‌است. وایساندت-گولتساو  ۱٬۸۶۸ نفر جمعیت دارد.